# Saguiaran

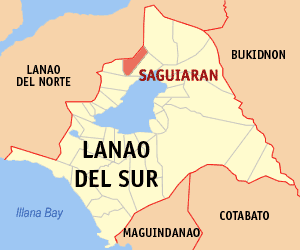
Bản đồ Lanao del Sur với vị trí của Saguiaran

Saguiaran là một đô thị hạng 4 ở tỉnh Lanao del Sur, Philippines. Theo điều tra dân số năm 2000 của Philipin, đô thị này có dân số 22.636 người trong 3.074 hộ. It is a town just outside Marawi City.

## Các đơn vị hành chính
Saguiaran được chia ra 30 barangay.
| - Alinun - Bagoaingud - Batangan - Cadayon - Cadingilan - Lumbac Toros - Comonal - Dilausan - Gadongan - Linao - Limogao - Lumbayanague - Basak Maito - Maliwanag - Mapantao | - Mipaga - Natangcopan - Pagalamatan - Pamacotan - Panggao - Pantao Raya - Pantaon - Patpangkat - Pawak - Dilimbayan - Pindolonan - Poblacion - Salocad - Sungcod - Bu - lomangco.masorong village - Mã địa lý chuẩn của Philipin Lưu trữ ngày 13 tháng 4 năm 2012 tại Wayback Machine - Thông tin điều tra dân số năm 2000 của Philipin Lưu trữ ngày 23 tháng 9 năm 2005 tại Wayback Machine Bản mẫu:Lanao del Sur |
| Hình tượng sơ khai | Bài viết liên quan Philippines này vẫn còn sơ khai. Bạn có thể giúp Wikipedia mở rộng nội dung để bài được hoàn chỉnh hơn. |